# إيلين فيلان
إيلين فيلان (بالإنجليزية: Ellen Phelan)‏ هي رسامة أمريكية، ولدت في 1943.